# Imponderabilien
Imponderabilien (lateinisch imponderabilis – unwägbar) sind unwägbare Gegebenheiten, also z. B. Befindlichkeiten, Gefühls- und Stimmungsschwankungen oder nicht quantifizierbare Risiken. Der Ausdruck wird nur im Plural verwendet; der seltener verwendete Gegenbegriff ist Ponderabilien.

## Herkunft und weitere Einzelheiten
Geprägt wurden die beiden Begriffe in den Naturwissenschaften im 18. Jahrhundert, wahrscheinlich durch den Chemiker Antoine Laurent de Lavoisier. Sie dienten zur Unterscheidung der wägbaren Grundbestandteile der Materie, d. h. der chemischen Elemente, von den damals ebenfalls als stofflich gedachten, aber nicht wägbaren Gegebenheiten Wärme, positive und negative Elektrizität, Magnetismus und Licht. Dass diese fünf Imponderabilien keineswegs grundverschiedene ursprüngliche Arten der Materie darstellen, sondern sich ineinander umwandeln können und daher durch die in der ponderablen Materie wirkenden Kräfte zustande kommen müssen, wurde in der ersten Hälfte des 19. Jahrhunderts herausgearbeitet. Danach lebte der Begriff der Imponderabilien nur außerhalb der Naturwissenschaft in seinem heutigen, übertragenen Sinn weiter.
In der Betriebswirtschaftslehre werden unter Imponderabilien wertmäßig nicht oder nur ungefähr quantifizierbare Einflussfaktoren auf eine Investitionsentscheidung verstanden. Das Vorsichtsprinzip („Prinzip der kaufmännischen Vorsicht“) gebietet, in Rechnungswesen und Bilanzierung alle Risiken und Verluste angemessen zu berücksichtigen und sie im Zweifel eher zu hoch als zu niedrig anzusetzen.